# Euclystis epulea
Euclystis epulea är en fjärilsart som beskrevs av Herrich-Schäffer 1855. Euclystis epulea ingår i släktet Euclystis och familjen nattflyn. Inga underarter finns listade i Catalogue of Life.